# Artiom Czernow
Artiom Siergiejewicz Czernow (ros. Артём Сергеевич Чернов; ur. 29 maja 1990 w Czelabińsku. zm. 11 grudnia 2020 w Ufie) – rosyjski hokeista.

## Kariera klubowa
- Mietałłurg 2 Nowokuźnieck (1997-2000)
- Mietałłurg Nowokuźnieck (1999-2001)
- Awangard Omsk (2001-2003)
- Awangard 2 Omsk (2003-2004)
- Spartak Moskwa (2004)
- Junior Mińsk (2004-2005)
- Junost' Mińsk (2004-2006)
- HK MWD Bałaszycha (2006-2008)
- Dinamo Bałaszycha (2010-2011)
- Dinamo Moskwa (2010-2012)
- Torpedo Niżny Nowogród (2012-2013)
- Awtomobilist Jekaterynburg (2013-2014)
- Atłant Mytiszczi (2014-2015)
- Saławat Jułajew Ufa (2015-2016)
- Nieftiechimik Niżniekamsk (2016)
- Witiaź Podolsk (2016-2017)
- Mietałłurg Nowokuźnieck (2017-2018)
- Toros Nieftiekamsk (2018-2019)
- Mietałłurg Nowokuźnieck (2019-2020)

Wychowanek Mietałłurga Nowokuźnieck. W latach 2008–2010 nie grał. Od maja 2013 zawodnik Awtomobilista Jekaterynburg w lidze KHL. Od maja 2014 zawodnik Atłanta Mytiszczi. Od maja 2015 zawodnik Saławatu Jułajew Ufa, związany dwuletnim kontraktem. Pod koniec października 2016 przetransferowany do Nieftiechimika Niżniekamsk w toku wymiany za Jewgienija Korotkowa. W listopadzie zwolniony z tego klubu. Następnie został zawodnikiem Witiazia Podolsk. Od maja 2017 zawodnik Mietałłurga Nowokuźnieck. W maju 2018 został zawodnikiem Torosu Nieftiekamsk. W sezonie 2019/2020 ponownie reprezentował macierzysty Mietałłurg Nowokuźnieck, a we wrześniu 2020 ogłoszono zakończenie kariery zawodniczej.
Zmarł 11 grudnia 2020 w Ufie z powodu problemów z sercem.

## Sukcesy
Reprezentacyjne
- Srebrny medal mistrzostw świata juniorów do lat 18: 2000
- Złoty medal mistrzostw świata juniorów do lat 20: 2002

Klubowe
- Puchar Białorusi: 2004 z Junostią Mińsk
- Złoty medal mistrzostw Białorusi: 2004, 2005 z Junostią Mińsk
- Złoty medal mistrzostw Rosji: 2012 z Dinamem Moskwa
- Puchar Gagarina: 2012 z Dinamem Moskwa

Indywidualne
- Ekstraliga białoruska 2005/2006:
  - Pierwsze miejsce w klasyfikacji kanadyjskiej: 65 punktów[11]